# 日本の性教育
日本の性教育では、日本における性教育について述べる。

## 概説
文部科学省では「性教育」という言葉を避け、「性に関する指導」という用語を使っているが、本記事においては「性教育」という語で統一して記載する。
日本では、保健体育の授業で小学校4年生で「体の発育・発達」、同5年生で「心の発達及び不安、悩みへの対処」、中学校1年生で「身の機能の発達と心の健康」として性教育を受ける。初めて学ぶ小学校4年生では、思春期初来の平均年齢の関係上、男子は思春期前に学ぶ者が多いが、女子は思春期初来（Thelarche）後に学ぶ者が多くなる。
小学校では体や心の変化を中心に取り上げ、自分と他の人では発育・発達が異なり、いじめなどの対人トラブルを起こしやすいことから、発育・発達の個人差を肯定的に受け止めることを特に取り上げる。また、発育・発達を促すための食事、運動、休養・睡眠なども取り上げる。中学校では体や心の変化に加えて生殖も取り上げられるが、受精・妊娠までは取り上げられても学校や教師によっても違うが妊娠の経過は取り上げられない事が多い。これに対し、義務教育で性交を教えないのは刑法に定める「性的同意年齢13歳」と矛盾するのではないかとの指摘がある。
性行為について取り扱わない理由は、学習指導要領に「妊娠の経過は取り扱わない」とする一文があるためである。これは通称「歯止め規定」と呼ばれている。歯止め規定に関して文部科学省は、決して教えてはならないというものではなく、全ての子供に共通に指導するべき事項ではないが、学校において必要があると判断する場合に指導したり、あるいは個々の生徒に対応して教えるということはできるものと国会で答弁している。なお「歯止め規定」が学習指導要領に初めて記載されたのは1998年と文部科学省は述べているが、NHKが行政文書の開示請求を行ったのに対し、文部科学省は「はどめ規定が記載されるまでの経緯の詳細を示す文書はございません」と回答した。
「歯止め規定」については2018年に東京都足立区立の中学校で性の正しい知識を教えるため避妊や中絶等も盛り込んだ授業を行ったところ東京都議会で紛糾し、「課題があった」と答弁があったため教育現場が委縮する状況になった。
一方で初経の授業はあっても、ブラジャーについては学ぶ機会はほとんどなく、思春期の乳房が成長中（途中で初経を挟む約4年間）にジュニアブラを着用せずにノーブラだったり、大人用のブラジャーをつけたりとした問題が起きている。
トランクス着用の小中学生が増加したことで一部の自治体では小中学生にブリーフの着用を勧める活動が組織的に行われるようになった。2000年代前半頃より東京都足立区の一部の小中学校では性教育活動に熱心に取り組んでいる女性養護教諭が性教育の一環で小中学生の下着指導を行い、その活動の輪が足立区全体で拡がったことによるものである。養護教諭は男子生徒に体育の授業でトランクスでは陰部が見えるとの理由でブリーフの着用を提唱し、男子生徒にブリーフの着用を実践させている。
一方、統一教会系の新聞「世界日報」は「過度な性教育は子供たちに大きな影響を及ぼしかねない」と紙面で批判を行っている。2005年には自民党が「過激な性教育・ジェンダーフリー教育実態調査プロジェクトチーム」を安倍晋三を座長に、事務局長は山谷えり子参議院議員で発足させた。養護学校で性教育に使われていた性教育人形を「セックス人形」と呼び批判を行った。このほか統一教会による学校現場での性教育批判も行われたという、性教育啓発活動を行う医師の証言が報道されている。また教団が作成した「新純潔宣言」と題した信者向けの冊子の冒頭には性解放思想に基づく性器・性交・避妊教育の性教育に反対することが掲げられており、その姿勢が性教育バッシングの発火点につながったと立教大学の浅井春夫は語っている。
また、児童を対象とした性犯罪や父母、兄姉による児童性的虐待が問題となっており、これらに被害児童の性に対する無知につけこんだ物が多い事から、思春期前のより早期からの性教育によって、子供に自身が性的搾取から保護されるべき権利主体である事を認識させようとする動きが見られる。子供への性虐待の研究では、加害者の中には多くの子ども達の中から拒否できない子を瞬時に見出す能力を持つ人間がいるため、アメリカ合衆国での小学校2年生女子へのレイプ事件をきっかけに生まれた子どもに対する暴力防止CAPプログラム（Child Assault Prevention）の受講や被害拡大することを防ぐために知識を得る性教育が有効としている。
2019年3月28日、東京都教育委員会は教員向けの指導書「性教育の手引」改訂版を公表し学習指導要領の範囲を超えた授業の実施を初めて容認した。手引は小中高等学校、特別支援学校での性教育の考え方をまとめ、コンドームやピルでの避妊や、人工妊娠中絶できる時期がかぎられていること、性交相手の過去は分からないため性感染症の危険があること、SNSで性的な画像を送ると削除できないことを伝える。性の多様性にも初めて言及し性同一性障害や性的指向などへの配慮を明記した。一方、ピルは、機能性月経困難症の痛みを放置すると将来的に子宮内膜症になるリスクが約2.6倍となり不妊症にもつながる状況を予防や治療する薬でもあるが、性に関する正しい知識が大人にも備わっていない実態がある。
2020年度より、幼稚園、小学校、中学校、高等学校、大学で「生命の安全教育」という新しい教育を始める方針があるが、引き続き性行為や避妊は取り扱わない予定とされている。
日本産科婦人科学会では、各年代の女性が正しい性と健康の知識を得るために2014年に『HUMAN+』という冊子を作成して公開している。日本産婦人科医会でも、公式サイトにて若年層の2016 年の年齢別出生・中絶統計で20再未満の半数以上が中絶を選択する現状を示し、中学校で性交や避妊を取り上げるべきではないと悠長なことを言えず、義務教育が終わる中学校卒業までに教えないと間に合わないとの危機感を表している。
2017年頃には時期尚早との意見もあるが、日本では小中学生に性的少数者の教育をするところもある。
2011年の警視庁の「電車内の痴漢防止に係る研究会の報告書について」では、被害者のうち高校生が36.1％と最多数を占めているが、被害者の多くが被害に遭っても声を上げることができず、「相談する場所が分からない」「啓蒙活動が足りない」などの声を寄せている。また加害者の性的犯罪依存を治療する識者も、痴漢は99％を占める男性の問題であり痴漢撲滅の予防行為として、予防教育、性教育や啓発活動が必要だと語っている。痴漢は未成年者の被害者が多いにもかかわらず被害時の相談先など具体的に教わることがなく、また自分も相手の体も大切にする性教育が不足することで認知のゆがみが生まれているのではと問題を提起している。
2023年1月、日本弁護士連合会は、日本の学校教育における性教育について国際的標準から極めて遅れていることを憂い、成人向け性情報の氾濫による誤った認識や価値観の植付けから起こる性被害や予期せぬ妊娠などの問題対応と人権保障の観点から、国及び地方公共団体が包括的性教育を実施するとともに、SRHRを保障する包括的な法律の制定及び財政的裏付けを伴う制度の創設が必要であると提言した。
2023年には男子校の灘高等学校が、近隣の甲南女子大学の学生を招き女性の生理やデートDV、性的同意について学ぶ性教育授業を行った。7月に刑法改正で性的同意が盛り込まれ、不同意性交罪ができたこと、性交同意年齢は13歳から16歳に引き上げられたことを含め議論を交わし理解を深めた。この授業に対し、X上で卑猥な揶揄やからかいの発言が起こり、実際に授業を受けた灘高生から反感を買っている。アメリカにおいては、高校で女生徒に対する痴漢・セクハラ発言で学校に訴えられた男子生徒は停学処分となり自殺念慮を抱え、大学推薦も得られず訴訟になった事件も起こっている現状がある。米国性教育基準の指導では少年達が性暴力を犯すリスクを抑制する目的も包括しているが2019年時点で公立校で性教育義務づけの州は全米の29州に留まる。

## 歴史
明治中期から昭和初期にかけて
第二次世界大戦前の性教育学者たちの言説には、明治以前の性的卓越性という男らしさの尺度を禁じつつ、男としてのアイデンティティを保持するために「学生時代は禁欲し、立身し然るべき時期に結婚して一家を成す」という、新しい「男性としてあるべき姿」像が含まれていた。
1890年（明治23年）頃から学生間での風紀の乱れと花柳病の蔓延がメディアを通じて社会問題となり、1900年代頃から学生の性の扱いに打つ手を持たない教育界を医学界がリードする形で、医学者と教育者との議論によって性教育が形成されていった。初期の性教育の使命は、若者の自然で健全な性欲を衛生的かつ倫理的に適った方向に誘導する、というものであり、議論のポイントは「手淫の害」と「花柳病の害」の予防法だった。しかし、科学に基づいた性知識の普及が学生の性的悪行を刺激し手助けする、という批判から、花柳病の具体的な予防法は教授せずに、若年の性交や恋愛は危険であり学生の間は学業に専念し禁欲せよ、という強制禁欲主義の教育がなされるようになった。
山本宣治は大正から昭和初期にかけて性教育についての啓蒙活動を行い、1922年（大正11年）に来日した産児制限で著名なマーガレット・サンガーの講演の通訳を務めるなどした。星野鉄男は昭和初期に『性教育に就いて』（1927年）などを著し、性教育は単に性欲についての知識を与える性欲教育ではなく、「社会を構成する男と女の全部」に必要な、今で言うところの生涯教育であると主張した。羽太鋭治は大正期においてドイツの性科学を下敷きに性教育についての著書をいくつか書き、昭和初期に大衆向けのハウツー本を多数出版した。太田武夫（太田典礼）は避妊リングの考案や1936年（昭和11年）に雑誌『性科学研究』を創刊するなど、性の研究を通じて社会問題に取り組んだ。梅原北明はエログロの先駆となる雑誌『グロテスク』を1928年（昭和3年）に創刊するなどした。
純潔教育から性科学への変化
日本の性教育の始まりは、1945年（昭和20年）の第二次世界大戦敗戦直後から国が主導してきた「純潔教育」に遡る。風俗対策や治安対策の一環としてスタートした。性科学者で京都精華大学ポピュラーカルチャー学部教授の斎藤光によると、1947年（昭和22年）にGHQの支援を受けて婦人民主クラブが創立され、発起人の一人である救世軍士官（牧師）の山室民子は、「一夫一妻結婚の貫徹」「男女ともに婚前性交の禁止」「男性の買春への批判、女性の人格を認め、女性の性の商品化と決別する」などの主張をした。これは日本キリスト教婦人矯風会等の性 ･ 結婚思想の基軸となってきたもので、戦前から存在する思想である。
1972年（昭和47年）、日本性教育協会が設立され、純潔教育から性科学を主軸にする性教育へと転換した。
性教育元年
1992年（平成4年）、学習指導要領が改訂され、性に関する具体的な指導が盛り込まれたことで「性教育元年」と呼ばれた。
学習指導要領の改訂で、思春期の成長は「男子＝声変わり」から「精通」と定義され、これにより男女が名目上は平等に性教育を受けられるようになり、教育現場では射精をどこまで掘り下げるかなど試行錯誤をしていた。
エイズが社会問題化し、HIV教育の重要さがフォーカスされたことで、小学校6年の理科で扱う人体の学習が3年生に前倒しされ、5年生に『人の発生と成長』が位置づけられるなど、性教育に発展の兆しが見られるようになった。
性教育の後退
2000年代初頭、日本の性教育に対する反対運動が社会的に拡大した。2002年11月には東京都港区の中学校に授業公開を求めるファクスが数十通届き、学校を爆破するという脅迫もあった。2003年7月2日の東京都議会では、石原慎太郎都知事が七生養護学校の性教育について「あきれ果てるような事態」と述べ、翌2004年1月の記者会見でも「ああいうレベル、ああいう内容のものを小学校の段階から教える必要があるのか」と発言するなど、行政首長による批判も反対運動の追い風となった。
2005年には自民党が安倍晋三を座長、山谷えり子を幹事長とする「過激な性教育・ジェンダーフリー教育実態調査プロジェクトチーム」を設置し、性教育やジェンダーフリー教育を「家庭や伝統的価値観を壊すもの」として批判した。同年3月4日の参議院予算委員会では、山谷が「ペニス、ヴァギナなどの用語を使いセックスを説明するのは過激で、とても許せない」と批判し、小泉純一郎元首相も同意した。山谷は「性なんて教える必要はない」「オシベとメシベの夢のある話をしているのがいい」「結婚してから知ればいい」と主張した。同年5月のシンポジウムでは、安倍や古賀誠らが登壇し、性別にとらわれない生き方を目指すジェンダーフリーや性教育は共産主義につながるとする主張が相次いだ。
こうした反対運動には宗教団体や保守系団体も関与していた。旧統一教会系の国際勝共連合や「世界日報」は、1993年に「過激な性教育への批判キャンペーン」、2003年に「『過激なジェンダーフリー』反対キャンペーン」を展開した。また、2003年12月に都議会内で開かれた性教育に関する集会には、旧統一教会や日本会議の関係者も参加していた。
2000年代の性教育バッシングは、戦後の歴史観への批判、特に「自虐史観」批判とも結びつき、保守的な価値観の強まりとともに過熱したと指摘されている。性の多様性や性別にとらわれない生き方を教えることが「過激な性教育」とされ、「革命」や「転覆」といった言葉で非難されることもあった。
こうした動きにより学習指導要領も変更され、「受精」は扱うが「受精に至るプロセス」は扱わず、「性交」という言葉も削除されるなど、性教育内容の後退が生じた。元一橋大学非常勤講師の村瀬幸浩は、日本は性教育後進国となったと評している。

## 論争
- 七生養護学校事件:東京都立七生養護学校（当時）が取り組んでいた障害児への性教育を2003年に東京都議会議員らが非難し、複数の都議らが学校に乗り込んで教材を持ち去り、東京都教育委員会が教員らを処分した事案[40]。七生養護学校の教員や保護者、関係者は人権侵害を訴えて提訴し、2008年に東京地方裁判所は東京都教育委員会の裁量権乱用を認め処分取り消しを命じる判決を言い渡し、2013年に最高裁は都議らの行為を教育基本法で禁じる「不当な支配」にあたると認定し、都議側が原告に賠償金を支払う判決を下した[33][41][40]。原告の一人で教員であった日暮かをるによると、おおむね勝訴の結果となったが、事件を機に性教育の現場が萎縮する影響があった[40]。

- 『思春期のためのラブ＆ボディBOOK』回収・絶版：性行動の低年齢化や人工妊娠中絶、不測の事態の対応について書かれた冊子『思春期のためのラブ＆ボディBOOK』が中学校に無料で配布されたが、内容の一部が過激だとして批判され、2002年に回収・絶版となった[42]。2002年に国会の議論の対象になった[43][44]。

### 男子の性教育
女子は妊娠・出産に備え親や学校が月経のメカニズムを教えるが、男子には「別に教える必要はない」という風潮が続いた。思春期になれば性的な欲求や関心が高まり、メディアや友達を通じ、様々な性情報にアクセスするようになるが、科学的に正しい知識ではなく、誤解や偏見によって理解や認識が歪むことも少なくない。高1男子100人に「射精や性器についての相談相手は？」をアンケートした際は、誰にも相談できないが70%、友達が20%、家族・親戚が9%だったとし、誰にも相談できず、悩んでいる子供が多い実態を指摘した。
津田塾大学講師の村瀬幸浩は「レイプが女性の人格を切り裂く殺人的行為だなんて考えたこともなかった。セックスのバリエーションのひとつと思っていた」などの認識や、望まない妊娠や中絶において彼氏の「他人事感」が問題となる場合、無知ゆえにリアルな想像や共感ができなかったことも原因だとし、性教育は大人が子どもに対して果たすべき責任だとしている。
埼玉大学教育学部教授の田代美江子は、「性をいやらしいと考えている大人」や「性と真正面から向き合わない大人」は、極めて個人的な感覚に端を発するタブー意識を拠りどころに性を捉えており、大人たちが体系的な性教育を受けていないことから、「小学生には早い」「中学生に避妊なんて教えてどうするんだ」という価値観がストッパーになってしまうとしている。
男性器の包茎に羞恥心を抱き、美容整形クリニックの過剰な宣伝文句につられて意図せず高額な手術を受けてしまう被害もある。また包茎は不潔で、感染症のリスクが高いという不正確な情報が流布していると専門家は警鐘を鳴らしている。生殖については、思春期男子が気にするペニスの大きさより、精巣（睾丸）の大きさが重要であり未発達の場合、乏精子症または無精子症などで不妊の原因になる。男性器の相談は泌尿器科であると学生に性教育の講演を行う専門家もいる。